# Panbronchiolite diffusa
La panbronchiolite diffusa (in inglese diffuse panbronchiolitis, DPB) è una malattia infiammatoria del polmone di origine sconosciuta. Si tratta di una forma grave e progressiva di bronchiolite, caratterizzata da un grado elevato di infiammazione e da lesioni nodulari a carico dei bronchioli terminali, sinusite cronica e tosse con importante produzione di espettorato.
Si ritiene che la causa di questa malattia sia da attribuire ad una risposta incontrollata da parte del sistema immunitario all'infezione sostenuta da alcuni ceppi batterici o virali. Tale suscettibilità è presumibilmente su base genetica, come suggerisce la maggiore incidenza della patologia tra gli individui originari dell'Estremo Oriente, in particolare tra i giapponesi e i coreani. La malattia predilige il sesso maschile ed esordisce solitamente intorno ai 40 anni.
L'approccio terapeutico si basa sull'utilizzo di macrolidi come l'eritromicina, che migliorano la sintomatologia e determinano un incremento della sopravvivenza; tuttavia non esiste una cura definitiva per la patologia, la quale comunque, se non viene trattata, determina l'insorgenza di bronchiectasie e può complicarsi col sopraggiungere di insufficienza respiratoria e problemi cardiologici.

## Storia
La patologia è stata identificata e descritta per la prima volta nei primi anni sessanta in Giappone; il suo nome è stato introdotto nel 1969, per distinguerla da altre pneumopatie ostruttive su base infiammatoria come bronchite cronica, enfisema ed alveolite. Tra il 1978 e il 1980 uno studio su base nazionale finanziato dal Ministero della Salute nipponico ha evidenziato oltre 1000 casi di sospetta DPB, 82 dei quali confermati dall'istologia. Il riconoscimento della patologia a livello internazionale è avvenuto nel corso degli anni ottanta.
Prima degli anni ottanta, la prognosi della malattia, soprattutto nei casi di sovrainfezione da P. aeruginosa, era pressoché infausta, e tale è rimasta finché la terapia con antibiotici ed ossigeno non sono divenuti di uso comune nel tentativo di controllare la sintomatologia.
L'associazione tra la malattia e alcuni alleli del complesso maggiore di istocompatibilità è stata appurata nel corso degli anni novanta.

## Epidemiologia
La panbronchiolite diffusa presenta la maggiore prevalenza in Giappone, dove si registrano 11 casi ogni 100 000 individui; alcuni casi sono stati riscontrati anche nella popolazione coreana, cinese, e thai Per tali motivi, si ipotizza una predisposizione genetica tra gli individui originari dell'estremo oriente.
La malattia presenta una frequenza maggiore nei maschi, con un rapporto maschi: femmine di 1.4–2:1. La malattia esordisce in media attorno ai 40 anni; due terzi degli affetti sono non fumatori, anche se il fumo di sigaretta non è considerato tra le cause della malattia. Il riscontro di HLA-Bw54 aumenta il rischio di sviluppare la malattia di 13,3 volte.
I casi di DPB riportati in Europa ed America sono pochi ed interessano sia immigrati di origine asiatica sia individui di ascendenza non asiatica. Diversi casi non sono stati diagnosticati in Occidente a causa della poca conoscenza della malattia (misdiagnosis), molto ben conosciuta invece nei paesi asiatici. Dal momento che nei paesi occidentali risiedono molte persone di origine asiatica che non sembrano essere affette dalla patologia, si ritiene che nella patogenesi di questa affezione giochino un ruolo diversi fattori non genetici, anche se questa rarità potrebbe essere in una certa misura spiegabile con la misdiagnosis.

## Classificazione
La panbronchiolite diffusa è una forma di bronchiolite primaria, ovvero un'infiammazione che si origina primariamente o rimane confinata ai bronchioli; in questa categoria sono comprese altre affezioni come la bronchiolite obliterante - polmonite in organizzazione. Le forme di bronchiolite definite "secondarie" sono invece associate ad altre patologie delle vie aeree maggiori, come la bronchite cronica.

## Eziologia

I geni dell'HLA sul cromosoma 6.

La panbronchiolite diffusa è una malattia idiopatica, vale a dire una patologia della quale non si conosce con esattezza la causa; si ritiene comunque che alcuni fattori giochino un ruolo importante nella sua patogenesi.
Uno di questi fattori sembra costituito dalla presenza di particolari aplotipi del complesso maggiore di istocompatibilità (HLA), una vasta regione del genoma, situata nel cromosoma 6, che regola la presentazione dell'antigene alle cellule del sistema immunitario. In particolare due aplotipi HLA sarebbero collegati alla malattia: HLA-B54, più frequente negli individui di origine giapponese, e HLA-A11, presente nei pazienti di ascendenza coreana. Altri geni contenuti nella regione dell'HLA di classe I, e in particolare un gene situato in prossimità del locus dell'HLA-B (in posizione 6p21.3), conferirebbero inoltre una maggiore suscettibilità alla malattia.
La tecnica del clonaggio posizionale ha inoltre evidenziato una probabile associazione tra la malattia e un gene codificante per una proteina mucino-simile. Sono state studiate anche le malattie causate da geni HLA. Una di queste, la sindrome dei linfociti nudi, di tipo I, presenta una serie di analogie con la panbronchiolite diffusa, comprese la sinusite cronica, l'infiammazione bronchiolare, i noduli e la presenza di H. influenzae. Inoltre, come la panbronchiolite diffusa, la sindrome dei lingociti nudi risponde favorevolmente alla terapia eritromicina, mostrando una risoluzione dei sintomi. Le analogie tra queste due malattie, l'identico successo con lo stesso trattamento e il fatto che il gene responsabile della sindrome dei linfociti nudi si trovi all'interno della zona di HLA che causa la panbronchiolite, restringe la teoria che sia un gene il responsabile della condizione. Non si ritiene che i fattori ambientali, come l'inalazione dei fumi tossici e il fumo di sigaretta, svolgano un ruolo nello sviluppo della panbronchiolite. Tuttavia altre eventuali cause, come fattori genetici, batteri o virus non identificati, non sono stati ancora esclusi.
La fibrosi cistica, una malattia multi sistemica polmonare progressiva, è stata considerata nella ricerca della una causa genetica della panbronchiolite diffusa. Ciò per una serie di motivi: la fibrosi cistica, come la panbronchiolite, provoca grave infiammazione polmonare, abbondante produzione di muco, infezioni, tuttavia mostra una predominanza genetica tra i caucasici, mentre la panbronchiolite diffusa è più comune tra gli asiatici orientali, mentre la fibrosi cistica colpisce soprattutto le persone di discendenza europea. Sebbene nessun gene è stato ritenuto causa di panbronchiolite diffusa, la mutazione di un gene specifico, è molto più probabile che si verifichi negli europei e causi fibrosi cistica. Si è studiato se questo gene in qualsiasi stato di mutazione potrebbe contribuire alla panbronchiolite diffusa.

## Fisiopatologia
L'infiammazione è una parte normale della risposta immunitaria umana, per cui i leucociti (globuli bianchi), compresi neutrofili (globuli bianchi che si specializzano nella causa dell'infiammazione) e le chemochine (proteine rilasciate da alcune cellule, che attivano o suscitano una risposta da parte altre cellule) si accumulano in qualsiasi posizione del corpo in cui si verificano le infezioni batteriche o virali. L'infiammazione interferisce con l'attività di batteri e dei virus e serve per eliminarli dal corpo. Nella panbronchiolite diffusa, i batteri come l'Haemophilus influenzae e il Pseudomonas aeruginosa possono causare una proliferazione delle cellule infiammatorie nei tessuti bronchiali. Tuttavia, quando i batteri non sono presenti con la panbronchiolite diffusa, l'infiammazione continua per un motivo ancora sconosciuto. In entrambe le circostanze, l'infiammazione correlata alla condizione può essere così grave le cellule infiammatorie possono formare dei noduli nelle pareti dei bronchioli. La presenza dell'infiammazione e l'infezione nelle vie aeree provoca anche la produzione di muco in eccesso, che deve essere espulso come espettorato. La combinazione di infiammazione, sviluppo di noduli, infezione, muco e frequente tosse contribuiscono alle difficoltà di respirazione nella panbronchiolite diffusa.
Il fatto che l'infiammazione nella panbronchiolite diffusa persiste con o senza la presenza di P. aeruginosa e H. influenzae fornisce un mezzo per determinare i diversi meccanismi della patogenesi della malattia. I leucotrieni sono eicosanoidi, molecole di segnale a base di acidi grassi essenziali, che svolgono un ruolo in molte malattie polmonari provocando la proliferazione delle cellule infiammatorie e la produzione di muco in eccesso nelle vie aeree. Nella panbronchiolite diffusa e nelle altre malattie polmonari, il mediatore predominante dell'infiammazione relativo ai neutrofili è il leucotriene B4, specializzato nella proliferazione dei neutrofili via chemiotassi (lo spostamento di alcuni tipi di cellule verso o lontano da alcune molecole).
L'infiammazione nella panbronchiolite diffusa è causata anche dalle chemochine MIP-1alfa e da loro coinvolgimento con i linfocita T CD8+. Le beta defensine, una famiglia di peptidi antimicrobici presenti nel tratto respiratorio, sono responsabili di ulteriori infiammazioni nei casi di panbronchiolite diffusa quando un agente patogeno, come la P. aeruginosa, è presente. Se presente con la condizione, il virus T-linfotropico dell'uomo di tipo I, un retrovirus, modifica la patogenesi della panbronchiolite diffusa infettando cellule T helper e alterando la loro efficacia nel riconoscere la presenza di agenti patogeni noti o sconosciuti coinvolti nella condizione.

## Diagnosi

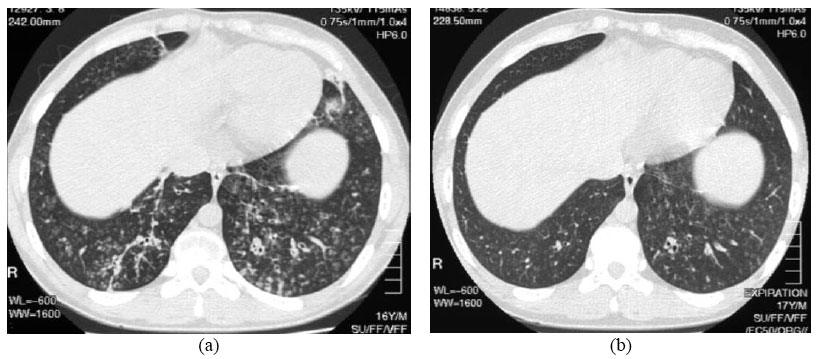
Tomografia computerizzata ad alta risoluzione (HRTC) della parte inferiore del torace in un ragazzo di 16 anni, inizialmente con diagnosi di panbronchiolite diffusa (a sinistra) e 8 settimane dopo (a destra) dopo un periodo di 6 settimane di trattamento con eritromicina. La bronchiectasia bilaterale e i noduli centro-lobulari con il segno dell'albero in fiore, mostrano un notevole miglioramento.

La diagnosi di panbronchiolite diffusa richiede l'analisi dei polmoni e dei tessuti bronchiali, che può richiedere una biopsia polmonare] o più preferibilmente una scansione tramite tomografia computerizzata ad alta risoluzione (HRCT). I criteri diagnostici comprendono la presenza di una grave infiammazione in tutti gli strati dei bronchioli respiratori e lesioni del tessuto polmonare che appaiono come noduli all'interno dei bronchioli terminali e respiratori in entrambi i polmoni. I noduli in appaiono in grumi opachi, se osservati attraverso una radiografia al torace e possono causare ostruzione delle vie aeree, che deve essere valutata da un test di funzionalità polmonare. La radiografia del torace può anche rivelare la dilatazione delle vie bronchiali, un altro segno di panbronchiolite diffusa. Le scansioni HRCT mostrano spesso il blocco di alcuni passaggi bronchiali con muco, ciò viene indicato come segno dell'albero in fiore. L'ipossiemia, un altro segno di difficoltà nella respirazione, si rivela misurando l'ossigeno e l'anidride carbonica contenuto nel sangue, grazie ad un esame del sangue chiamato emogasanalisi. Altri risultati osservati comprendono la proliferazione dei linfociti (i globuli bianchi che combattono le infezioni), neutrofili e istiociti schiumosi (macrofagi tissutali) nel lume del polmone. Batteri, come Haemophilus influenzae e Pseudomonas aeruginosa, sono anche rilevabili, con quest'ultimo sempre più presente contestualmente con la progressione della malattia. Il contenuto del sangue può essere valutato tramite emocromo completo. Elevati livelli di IgG e IgA (classi di immunoglobuline) possono essere rilevati, nonché la presenza del fattore reumatoide (un indicatore di autoimmunità). L'agglutinazione del sangue, una aggregazione di globuli rossi in risposta alla presenza di anticorpi, può verificarsi. Neutrofili, beta-defensine, leucotrieni e chemochine possono anch'esse essere rilevate nel liquido del lavaggio broncoalveolare, iniettato e poi rimosso dalle vie aeree bronchiali degli individui con la condizione, per la valutazione.

### Diagnosi differenziale
Nella diagnosi differenziale di alcune malattie polmonari ostruttive, la panbronchiolite diffusa è spesso considerata. Un certo numero di sintomi della condizioni assomigliano a quelli che si trovano in altre malattie polmonari come asma, bronchite cronica e enfisema. Dispnea, tosse con espettorazione e mancanza di respiro sono sintomi comuni a queste malattie e la compromissione funzionale respiratoria ostruttiva si trova grazie al test di funzionalità polmonare. La fibrosi cistica, come la panbronchiolite diffusa, provoca una grave infiammazione polmonare, produzione di muco in eccesso e infezione; ma non provoca disturbi del pancreas né del livello degli elettroliti, come invece accade con la fibrosi cistica, così le due malattie appaiono diverse e probabilmente correlate. La panbronchiolite diffusa si distingue per la presenza di lesioni che appaiono sulle radiografie come noduli dei polmoni, infiammazione in tutti gli strati di tessuto dei bronchioli respiratori e la sua maggiore prevalenza tra gli individui con dell'Asia orientale.
La panbronchiolite diffusa e la bronchiolite obliterante sono due forme di bronchiolite primarie ed entrambe presentano delle caratteristiche sovrapponibili specifiche di entrambe le malattie, come una forte tosse con grandi quantità di espettorato spesso piene di pus, noduli polmonari visualizzabili sulla radiografia nei bronchi inferiori e zona bronchiolare e sinusite cronica. Nella panbronchiolite diffusa, i noduli sono maggiormente limitati ai bronchioli respiratori, mentre in nella bronchiolite obliterante si trovano più spesso nei bronchioli membranosi fino al bronco secondario. La bronchiolite obliterante è una malattia bronchiolare con una prevalenza in tutto il mondo, mentre la panbronchiolite diffusa ha prevalenza più localizzata, soprattutto in Giappone. Spesso tale condizione è stata confusa con bronchiectasia, BPCO, tubercolosi miliare, tisi, tubercolosi miliare, sarcoidosi o carcinoma a cellule alveolari.

## Trattamento

Struttura molecolare di eritromicina A, un antibiotico usato per trattare la panbronchiolite diffusa.

Antibiotici macrolidi, come l'eritromicina, costituiscono un trattamento efficace per la panbronchiolite diffusa se assunto regolarmente per un periodo prolungato di tempo. La claritromicina o la roxitromicina sono comunemente utilizzate. Il successo dei macrolidi nelle malattie polmonari simili deriva dalla gestione di alcuni sintomi attraverso l'immunomodulazione (la regolazione della risposta immunitaria), che può essere raggiunta prendendo antibiotici a basse dosi. Il trattamento consiste nella somministrazione orale giornaliera di eritromicina per due o tre anni, un lungo periodo che ha dimostrato di migliorare notevolmente gli effetti della panbronchiolite diffusa. Questo è evidente quando un paziente sottoposto al trattamento, tra un certo numero di criteri di remissione correlati alla malattia, presenta un quantitativo normale di neutrofili e l'emogasanalisi (un esame del sangue arterioso che misura la quantità di ossigeno e anidride carbonica sangue) mostra che l'ossigeno libero nel sangue è all'interno dei valori normali. Consentire una pausa temporanea dalla terapia eritromicina, in questi casi, è stato suggerito al fine di ridurre la formazione di P. aeruginosa macrolide resistente. Tuttavia, i sintomi della condizione ritornano e il trattamento dovrebbe essere ripreso. Sebbene altamente efficace, l'eritromicina non può risultare utile in tutti gli individui con la malattia, in particolare se macrolidi resistenti.
Con la terapia a base di eritromicina, vi è una consistente riduzione dell'infiammazione bronchiolare. Gli effetti antibiotici dei macrolidi non sono coinvolti nei loro effetti benefici riducendo l'infiammazione. Questo è evidente perché il dosaggio del trattamento è troppo basso per combattere le infezioni e nei casi di panbronchiolite diffusa da P. aeruginosa macrolidi resistenti, la terapia eritromicina riduce ancora l'infiammazione.

## Prognosi
Se non trattata, la panbronchiolite diffusa porta a bronchiectasie, insufficienza respiratoria e morte. Una rivista del 1983 ha indicato che, se non trattata, la condizione aveva un tasso di sopravvivenza a cinque anni del 62,1%, mentre il tasso di sopravvivenza a 10 anni era del 33,2%. Con il trattamento di eritromicina, gli individui con panbronchiolite diffusa ora hanno una speranza di vita molto più lunga grazie a una migliore gestione dei sintomi, a un ritardo della progressione e alla prevenzione delle infezioni associate. Il tasso di sopravvivenza a 10 anni per il trattamento della condizione è di circa il 90%. Nei casi in cui il trattamento porta a un significativo miglioramento, che a volte avviene dopo circa due anni, il trattamento viene interrotto per un po'. Tuttavia, i pazienti a cui si consiglia di interrompere il trattamento durante questo periodo vengono strettamente monitorati. Appena la panbronchiolite diffusa mostra di ripresentarsi, la terapia con eritromicina deve essere tempestivamente ripresa una volta che i sintomi della malattia cominciano a riapparire. Nonostante la prognosi migliora se trattata, la condizione non ha attualmente, al 2015, alcuna cura conosciuta.